# Lithophyllon edwardsi
Espèce
Lithophyllon edwardsi est une espèce de coraux de la famille des Fungiidae.

## Taxonomie
Pour plusieurs sources, dont le World Register of Marine Species, ce taxon n'est pas valide et lui préfèrent Cycloseris mokai Hoeksema, 1989.